# Делень (Бузеу)
Делень, Делені (рум. Deleni) — село у повіті Бузеу в Румунії. Входить до складу комуни Скорцоаса.
Село розташоване на відстані 118 км на північний схід від Бухареста, 30 км на північ від Бузеу, 102 км на захід від Галаца, 90 км на схід від Брашова.

## Населення
За даними перепису населення 2002 року у селі проживала 121 особа, усі — румуни. Усі жителі села рідною мовою назвали румунську.